# ハートは戻らない(DANCE RE-MIX)
「ハートは戻らない(DANCE RE-MIX)」（ハートはもどらない ダンス・リミックス）は、1987年6月21日にトーラスレコードからリリースされた早見優の12インチ・シングル。

## 概要
早見のシングルとしては初めてとなる12インチ・シングルとなっている。
表題曲は、19thシングル「ハートは戻らない」のリミックス・ヴァージョン。2曲目の「少しだけFriday Kiss」は、新曲という構成になっている。

## 収録曲
1. ハートは戻らない(DANCE RE-MIX)
  - 作詞・作曲: Christian Bruhn（ドイツ語版）, Erika Bruhn, Richard William Palmer-James / 日本語詞: 森浩美 / 編曲: 西平彰 / RE-MIXED: THE JG's
2. 少しだけFriday Kiss
  - 作詞: 澤地隆 / 作曲: 山崎稔 / 編曲: 西平彰

## タイトルの表記
レコードのレーベル面及び裏ジャケットの歌詞掲載部分では、「HEART WA MODORANAI＜GET OUT OF MY LIFE＞」「SUKOSHIDAKE FRIDAY KISS」とローマ字表記になっている。